# AIMStar
AIMStar fue una propuesta de nave de propulsión nuclear catalizada por antimateria que utiliza nubes de antiprotones para iniciar la fisión y la fusión dentro de las pastillas de combustible. Una tobera magnética obtiene la fuerza motriz de las explosiones resultantes. El diseño fue estudiado durante los años 90 por la Universidad Estatal de Pensilvania. La nave fue diseñada para alcanzar una distancia del orden de 10.000 UA desde el Sol, con un tiempo de viaje de 50 años, y una velocidad de desplazamiento de aproximadamente 960 km/s después de la fase de impulso (aproximadamente 1/300 de la velocidad de la luz). La sonda podría estudiar el medio interestelar y llegar a Alfa Centauri. El proyecto requeriría más antimateria de la que somos capaces de producir. Además, hay que superar algunos obstáculos técnicos antes de que sea factible.